# Guilherme de Almeida
Guilherme de Andrade e Almeida (* 24. Juli 1890 in Campinas; † 11. Juli 1969 in São Paulo) war ein brasilianischer Rechtsanwalt, Journalist, Dichter und Übersetzer.
Geboren als Sohn des Rechtsanwalts Estevam de Almeida aus Campinas, Brasilien, besuchte er die Schule Culto à Ciência, die São-Bento-Schule und die Schule Senhora do Carmo. Sein Jurastudium schloss er als Jurist ab.
Er schrieb für die Tageszeitung O Estado de São Paulo, gründete die Tageszeitung Jornal de São Paulo und arbeitete als Übersetzer für Englisch, Französisch und Griechisch.
Almeida war einer der ersten Modernisten, der 1930 als Mitglied in die Academia Brasileira de Letras in Rio de Janeiro aufgenommen wurde.

## Werke (Auswahl)
- Messidor: Nós. A dança das horas. Suave colheita.	Martins, São Paulo 1964. Gedichtband, Portugiesisch
- Meus versos mais queridos. Edições de Ouro, Rio de Janeiro 1967. Portugiesisch
- Os sonetos. Martins, São Paulo, 1968. Portugiesisch